# إدوارد أدامشيك
إدوارد أدامشيك (بالبولندية: Edward Adamczyk)‏ هو منافس ألعاب قوى بولندي، ولد في 30 نوفمبر 1921 في دورتموند في ألمانيا، وتوفي في 7 أبريل 1993 في هايلبرون في ألمانيا.

## وصلات خارجية
- إدوارد أدامشيك على موقع اللجنة الأولمبية الدولية (الإنجليزية)
- إدوارد أدامشيك على موقع أوليمبيديا (الإنجليزية)
- إدوارد أدامشيك على موقع اللجنة الأولمبية البولندية (مؤرشف) (البولندية)